# 유우키 아오이
유우키 아오이(일본어: 悠木 碧, 1992년 3월 27일 ~ )는 일본의 성우이자 배우이다. 본명은 옛 예명과 같은 야부사키 아오이(八武崎 碧). 아오니 프로덕션 소속으로 지바현 출신이다.
대표작 으로는 《쿠레나이》(쿠호인 무라사키 역), 《아냐마루 탐정 키루밍쥬》(미코가미 리코 역), 《꿈빛 파티시엘》(아마노 이치고 역), 《포켓몬스터 베스트 위시스》(아이리스 역),『유녀전기』 (타냐 데그레챠프 역) 등이 있다.

## 개요
애칭
대표적인 애칭은 ‘아오짱(あおちゃん)’으로, 사와시로 미유키로부터 시작된 애칭이다. 또한, 일본 내에서는 이름이 ‘미도리’ 또는 ‘베키’라고 잘못 읽히는 일이 있기도 하다.
내력
외동딸 로서 자랐으며, 4살에 연예계에 진출했다. 아역 출신으로 영화나 TV 드라마에 출연하고 있었다. 자신의 블로그에 종종 아버지가 등장하는데, 게임 회사의 부장이면서 단련된 육체와 대머리를 갖고 있지만 ‘그렇게는 안보인다’라고 말하였다.
초등학교 5학년 때에 처음으로 성우 역을 맡았던 것이 마음에 든 이후로 성우로서의 활동이 많아졌으며, 배우로서의 활동은 줄었다.
2006년 말까지 ‘센트럴 아동 극단’에 소속해 있었다.
고등학교 입학 후 2007년 8월에 정식으로 Breath(연예사무소)의 소속이 되어 현재의 예명인 ‘유키 아오이’를 사용하게 되었다.
2008년 《쿠레나이》의 ‘쿠호인 무라사키’ 역으로 처음으로 히로인을 연기하게 되면서, 같은 해 8월에 이전보다 좀 더 성우 역에 집중된 사무소인 프로·핏으로 이적하였다.
2009년, 《아냐마루 탐정 키루밍쥬》와 《꿈빛 파티시엘》 두 작품에서 처음으로 주인공을 연기하게 되었다.
프로핏이 2022년 3월 1일부로 해산됨에 따라 2022년 1월 1일부터 아오니 프로덕션으로 소속되었다.
연기·녹음
대본에는 ‘정중하게’라는 마음가짐으로 임하고 있다. 목표로 하는 성우는 사와시로 미유키. 그녀와는 《부탁해 마이멜로디》, 《쿠레나이》, 《하늘 가는대로》, 《쥬얼 펫》, 《듀라라라!!》 등의 작품에서 공동 출연하였다.
키가 작기 때문에 《아키칸!》의 성우 녹음 현장에는 유키 전용의 낮은 위치 마이크가 준비되어 있었다.
기타
어릴 적에는 ‘정의의 아군’이 되고 싶었다고 말한다. 《미소녀 전사 세일러문》의 팬으로, 특히 키가 큰 세일러 쥬피터(키노 마코토)를 좋아한다.(주로 키가 큰 캐릭터를 좋아한다)

## 특색
《부탁해 마이멜로디》의 ‘유메노 코토’나 《아냐마루 탐정 키루밍쥬》의 ‘미코가미 리코’와 같은 명랑 소녀를 주로 연기한다. 한편으로는 《쿠레나이》의 ‘쿠호인 무라사키’나 《댄스 인 더 뱀파이어 번드》의 ‘미나 체페슈’와 같은 강압적인 소녀, 《언젠가는 대마왕》의 ‘코로네’나 《소·라·노·오·토》의 ‘칸나기 노에루’와 같은 과묵한, 혹은 가련한 소녀의 역 또한 연기하기도 한다. 독특한 소프라노의 음색을 갖고 있어서 기본적으로 매우 어린 소녀까지 연기 할 수 있다.

## 출연 작품

### TV 드라마
- 이브 (1997년, 후지 TV)
- 스토커·유혹녀 (1997년, TBS)
- 빼앗는 사랑 (1998년, TBS)
- 성수전대 긴가맨 (1998년, TV 아사히)
- 백수전대 가오레인저 (2001년, TV 아사히)
- 천사의 가성 (2002년, 후지 TV)
- 초과 형사 정열계 (2002년, TV 아사히)
- 가면라이더 555 (2003년, TV 아사히) - 소노다 마리 (소녀시절 역)
- The Doctor (2003년, TBS)
- 꿈 꾸는 포도 (2005년, NHK)

### 영화
- 얼룩 무늬의 여자 (2005년)
- 살모사 형제 (2007년)
- 카페 이소베 (2008년)
- 밤은 짧아 걸어 아가씨야 - 프린세스 달마 (2017년)
- 도라에몽 노비타의 보물섬 - 앵무새형 로봇 · 퀴즈 (2018년)
- 극장판 일곱 개의 대죄: 천공의 포로 - 다이앤 (2018년)
- 바이올런스 보이저 - 바비 (2018년)
- 목소리의 형태 (니시미야 유즈루) (2017년)
- 유녀전기 극장판 - (타냐 데그레챠프) (2019년)
- 빛의 아버지: 파이널 판타지 XIV - (기린짱) (2019년)
- 짱구는 못말려 극장판: 신혼여행 허리케인 ~사라진 아빠~ - (가면족 공주) (2020년)
- 극장판 프리큐어 미라클 리프 모두에게 이상한 하루 (2020년)

### TV 애니메이션
2003년
- 키노의 여행 (사쿠라)

2004년
- 사랑해 베이비 (마리카)

2005년
- 부탁해! 마이멜로디 (2005년 - 2007년, 유메노 코토) -3시리즈

2008년
- 시카바네 히메 (토오오카 아키라)
- 쿠레나이 (쿠호인 무라사키)

2009년
- 아키칸 - 부도코
- 지옥소녀 2기 (하마노 치리코)
- 파이트일발! 충전쨩!! (여학생4)
- 쥬로링 동물탐정 (미코가미 리코(밍밍))
- 신곡주계 폴리포니카 (イアリティッケ・シン・ゴルオット)
- 하늘 가는대로 (마이바라)
- 노기자카 하루카의 비밀 (하츠세 히카루)
- 꿈빛 파티시엘 (2009년 - 2010년 아마노 이치고) -2시리즈

2010년
- 그래도 마을은 돌아간다 (타츠노 토시코)
- 댄스 인 더 뱀파이어 번드 (미나 체페슈)
- 소·라·노·오·토 (칸나기 노엘)
- 백화요란 사무라이 걸즈 (야규 쥬베)
- 시귀 (키리시키 스나코)
- 신만이 아는 세계 (아오야마 미오)
- 언젠가는 대마왕 (코로네)
- 포켓몬스터 베스트위시 (아이리스) -2시리즈+ 특별편
- 꿈빛 파티시엘 SP 프로페셔널 (아마노 이치고) 2시리즈

2011년
- 경계선상의 호라이즌 (2011년-2012년, 무카이 스즈) -2시리즈
- 도시락 전쟁 (오시로이 하나)
- 듀라라라 (키시타니 신라(어린 시절))
- 라스트 엑자일 은빛 날개의 팜 (지젤 콜레트 빈드)
- 마법소녀 마도카☆마기카 (카나메 마도카, 알베르틴의 사역마 안야, H.N. 엘리의 사역마 다니엘 & 제니퍼)
- 명탐정 코난 괴도 키드 스페셜 3화 (앤 왕녀)
- 벨제바브 (치아키)
- 아이돌마스터 (타카츠키 야요이 (피코몽 게임에만))
- 유루유리 (라이바룽)
- 이국미로의 크로와제 (알리스 블랑슈)
- 4 the ANIMATION (나카무라 아이카)
- A채널 (이치이 토오루)
- GOSICK (빅토리카 드 블루아)

2012년
- 남자 고교생의 일상 (링고 쨩, 볼록 거울속의 소녀)
- 빙과 (에바 쿠라코, 기타 단역(11.5화의 수영장의 애엄마, 만화연구부 마츠시로, 천문부 나카야마))
- 사키 시리즈 (2012년 - 2014년타카카모 시즈노) -2시리즈
- 유루유리♪♪ (라이바룽)
- 이나즈마 일레븐 GO 크로노 스톤 (나노바나 키나코, 빅)
- 전희절창 심포기어 (2012년 - 2019년, 타치바나 히비키) -5시리즈
- DOG DAYS (크벨 E. 파스티야주, 고양이 토지신, 클라리피에 에인즈 파스티야주) -2시리즈

2013년
- 건담 빌드 파이터즈 (키라라)
- 만걸 (사쿠라다이 키이로)
- 백화요란 사무라이 브라이드 (야규 쥬베)
- 블레이블루 알터 메모리 (플라티나 더 트리니티)
- 역시 내 청춘의 러브 코미디는 잘못됐다. (히키가야 코마치,사브레(유이의 개))
- 이나즈마 일레븐 GO 갤럭시 (모리무라 코노하, 유미르 카테나 외) -2시리즈
- 초차원게임 넵튠 THE ANIMATION (피셰)
- 혁명기 발브레이브 (렌보코지 아키라)

2014년
- 블레이드 앤 소울 (진 바렐)
- 블랙 불릿 (히루코 코히나)
- 개구리 중사 케로로 (신 케로로 & 블랙스타 & 모나카 우마카)
- 소울 이터 Not! (타타네 메메)
- 어느 비공사에 대한 연가 (클레어 크루스)
- 걸 프렌드(베타) (시라누이 이스즈)
- 그녀의 플래그가 꺾이면 (긴유인 세리카)
- 노부나가 콘체르토 (오이치)
- 단칸방의 침략자!? (코라마)
- 도쿄 구울 - 쿠로)
- 소드 아트 온라인 (2014년 - 2021년, 콘노 유우키) (2시리즈
- 유희왕 아크파이브 (호츈 미에루)
- 일곱 개의 대죄 (디안느)
- 버디 컴플렉스 (준요 피오나 웨인버그)
- 페르소나 4 the Golden ANIMATION (나카무라 아이카)
- Free! -Eternal Summer- (야마자키 소스케(少)

2015년
- 명탐정 코난 (나카이 후나코)
- 비탄의 아리아 AA (시마 키린)
- 성검사의 금주영창 (우루시바라 시즈노)
- 야마다와 7명의 마녀 (타키가와 노아,마키)
- 역시 내 청춘의 러브 코미디는 잘못됐다. 속 (히키가야 코마치, 사브레(유이의 개)
- 오버로드 (클레만티느)
- 온천 요정 하코네짱 (고라)
- 요괴워치 세컨드 시즌 (미소라 이나호)
- 유리쿠마 아라시 (유리조노 미츠코)
- 육화의 용사 (프레미 스피드로우)
- 원펀맨 (전율의 타츠마키)
- 종말의 세라프 (쿠루루 체페시)
- 카오스 드래곤 적룡전역 (샤디)
- 학전도시 애스터리스크 (미코)
- 혈액형에 관한 간단한 고찰 시리즈 (A형(여자)) 3시리즈
- GANGSTA (니나

2016년
- 나만이 없는 거리 (히나즈키 카요)
- 나의 히어로 아카데미아 (아스이 츠유)
- 디바인 게이트 (도로시)
- 스텔라의 마법 (후지카와 카요)
- 앙주 비에르주 (레미엘)
- 역전재판 그 「진실」, 이의 있음! (2016년 - 2018년, 아야사토 마요이) 2작품
- 퀄리디아 코드 (텐카와 마이히메)
- 타나카 군은 항상 나른해 (타나카 리노)
- SUPER LOVERS- 나츠카와 아이)
- 라그나 스트라이크 엔젤스 (미도 카즈미 바넷)

2017년
- 나의 히어로 아카데미아 2 (아스이 츠유)
- 내 여자친구가 너무 성실한 처녀 빗치인 건 (코사카 아키호)
- 바보걸 (하나바타케 요시코)
- 배틀걸 하이스쿨 (사도네)
- 볼룸에 오신 것을 환영합니다 (코우모토 아키라)
- 사쿠라다 리셋 (소마 스미레)
- 소닉 툰 - 스틱스 더 배저)
- 유녀전기 - 타냐 데그레챠프)
- 은혼 (오보로(少))
- 장국의 알타이르 (브리짓타)
- 키노의 여행 신 시리즈 (키노)
- ACCA 13구 감찰과 (로타 오터스)
- AKIBA'S TRIP -THE ANIMATION (마츠코)
- 3월의 라이온 (타카기 메구미)

2018년
- 고블린 슬레이어 (내레이션)
- 꼭두각시 서커스 (콜롬빈)
- 나의 히어로 아카데미아 3 (아스이 츠유)
- 데스마치에서 시작되는 이세계 광상곡 (타치바나 아리사)
- 도쿄 구울 re (쿠로)
- 라디안 (메리)
- 로드 오브 버밀리온 : 홍련의 왕 (사키야마 코우메)
- 마법소녀 사이트 (니)
- 백련의 패왕과 성약의 발키리 (알베르티나)
- 벨제붑 아가씨의 뜻대로 (단탈리안)
- 악마 메무메무짱 (코히나타 효타)
- 오타쿠에게 사랑은 어려워 (사쿠라기 코우, 나레이션)
- 요괴워치: 섀도사이드 (아마노 나츠메)
- 일곱 개의 대죄: 계명의 부활 (다이앤)
- 즐겁게 놀아보세 (아오조라 츠구미)
- 카쿠리요의 여관밥 (황금동자(자시키와라시)
- 팝팀에픽 (2화A 포푸코)
- 페르소나 5 the Animation (사쿠라 후타바)
- 피아노의 숲 (마루야마 타카코)
- 하카타 돈코츠 라멘즈 (미사키)
- 하쿠메이와 미코치 (콘쥬)
- 호오즈키의 냉철 (타키야사히메)
- SSSS.GRIDMAN (보르 )

2019년
- 귀멸의 칼날 (우부야시키 키리야)
- 그란벨름 (하카마다 스이쇼)
- 그림노츠 The Animation (백설공주)
- 나의 히어로 아카데미아 4 (아스이 츠유)
- 부기팝은 웃지 않는다 (미야시타 토우카, 부기팝)
- 불꽃 소방대 (타마키 코타츠, 마모루군)
- 원펀맨 2기 (전율의 타츠마키)
- 이세계 콰르텟 (타냐 데그레챠프)
- 일곱 개의 대죄: 신들의 역린 (다이앤)
- 장난을 잘 치는 타카기 양 2 (호죠)
- 전희절창 심포기어 XV (타치바나 히비키)
- 트랜스포머 사이버버스 (윈드블레이드)
- 한밤의 오컬트 공무원 (아자젤이 사랑했던 여성)
- 7SEEDS (쿠사카리 호타루)

2020년
- 마왕성에서 잘 자요 (플로렌스)
- 불꽃 소방대 2장 (타마키 코타츠)
- 여친, 빌리겠습니다 (나나미 마미)
- 역시 내 청춘의 러브 코미디는 잘못됐다. 완 (히키가야 코마치)
- 이세계 콰르텟 2 (타냐 데그레챠프)
- 인피니트 덴드로그램 (릴리아나 그란드리아)
- 일곱 개의 대죄: 신들의 역린 (캐스)
- 천청난만! (호토토)
- 프린세스 커넥트! Re:Dive (스즈메)
- 플런더러 (소노하라 미즈카)
- 힐링굿♡ 프리큐어 (하나데라 노도카 / 큐어 그레이스)
- Fate/Grand Order (절대마수전선 바빌로니아- (티아마트)
- 너와 나의 최후의 전장, 혹은 세계가 시작되는 성전 (융메룽겐)

2021년
- 거미입니다만, 문제라도? (거미)
- [[나의 히어로 아카데미아 (아스이 츠유, 토카게 세츠나, 츠노토리 포니)
- 드래곤,집을 사다. (디아리아(어린 시절))
- 일곱 개의 대죄: 분노의 심판 (다이앤, 캐스)
- 안녕, 나의 크라머 - 소시자키 미도리)
- 슬라임을 잡으면서 300년, 모르는 사이에 레벨MAX가 되었습니다 (아즈사 아이자와)
- 포켓몬스터W - 아이리스)
- Sonny Boy - 미즈호)
- 나는 100만 명의 목숨 위에 서 있다 시즌 2 (아오유)
- D_CIDE TRAUMEREI THE ANIMATION (제시카 클레이본)
- 해적왕녀 - 카린)
- 마기아 레코드 마법소녀 마도카☆마기카 외전 2nd SEASON -각성 전야- (카나메 마도카)
- 여성향 게임의 파멸 플래그밖에 없는 악역 영애로 환생해버렸다… X (사라)
- 변경의 팔라딘 (그레이스필)

2022년
- 여친, 빌리겠습니다. (나나미 마미)
- 장난을 잘 치는 타카기 양 3 (호죠)
- 헤이케모노가타리 (비와)
- Ninjala (루시)
- 장미왕의 장례 행렬 (잔 다르크)
- 프린세스 커넥트! Re:Dive Season 2 (스즈메)
- 마기아 레코드 마법소녀 마도카☆마기카 외전 Final SEASON -얕은 꿈의 새벽- (카나메 마도카)

미정
- 유녀전기 Ⅱ (타냐 데그레챠프)

### 극장판 애니메이션
2011년
- 극장판 포켓몬스터 베스트위시: 비크티니와 흑의 영웅 제크로무·비크티니와 백의 영웅 레시라무 (아이리스)

2012년
- 극장판 썬더일레븐 GO VS 골판지 전사 W (나노바나 키나코)
- 극장판 포켓몬스터 베스트위시: 큐레무 VS 성검사 케르디오 (아이리스)
- 메로엣타의 반짝반짝 음악회 ()
- 극장판 마법소녀 마도카☆마기카 (카나메 마도카) -4작품

2013년
- 극장판 포켓몬스터 베스트위시: 신의 속도 게노세크트, 뮤츠의 각성 (아이리스)
- 쇼트피스 (反物小町)
- 피카츄와 이브이☆프렌즈 (부스터)
- 용 -RYO- (RYO)

2014년
- 극장판 이나즈마 일레븐 초차원 드림매치 (나노바나 키나코)

2015년
- 애플시드 알파 (아이리스)
- 영화 하이☆스피드! -Free! Starting Days- (야마자키 소스케 <초등학생>)
- 극장판 요괴워치: 염라대왕과 5개의 이야기다냥! (미소라 이나호)
- 괴물의 아이

2016년
- 액셀 월드 INFINITE∞BURST (여신 뉴크스)
- 극장판 요괴워치: 하늘을 나는 고래와 더블세계다냥! (미소라 이나호)
- 목소리의 형태 (영화) (니시미야 유즈루)
- 너의 이름은. (나토리 사야카)
- 라스트 엑자일 -은빛 날개의 팜- (지젤 콜렛 빈트)

2017년
- 페어리 테일-DRAGON CRY- (소냐)
- 밤은 짧아 걸어 아가씨야 (프린세스 달마)
- 극장판 키라키라☆프리큐어 아라모드 파릿토! 추억의 밀푀유! (쿡)
- 극장판 오버로드 칠흑의 영웅 (클레멘타인)

2018년
- 극장판 도라에몽: 진구의 보물섬 (퀴즈)
- 나의 히어로 아카데미아 더 무비: 두 명의 영웅 (아스이 츠유)
- 극장판 일곱 개의 대죄: 천공의 포로 (다이앤)
- 몬스터 스트라이크 더 무비 하늘의 저편 (유나)

2019년
- 내일 세상의 종말이 올지라도 (미코)
- 극장판 유녀전기 (타냐 데그레챠프)
- 짱구는 못말려 극장판: 신혼여행 허리케인 ~사라진 아빠~ (가면족 공주)
- 바이올런스 보이저 (보비)
- 날씨의 아이 (나토리 사야카)
- 바이올렛 에버가든 (테일러 바틀렛)

2020년
- 극장판 도라에몽: 진구의 신공룡 (달걀대장)
- 극장판 프리큐어 미라클 리프 모두에게 이상한 하루 (하나데라 노도카 / 큐어 그레이스)

2021년
- 극장판 힐링굿♥프리큐어 꿈의 마을에서 큥!하고 GoGo! 대변신!! (하나데라 노도카 / 큐어 그레이스)
- 안녕, 나의 크라머 (소시자키 미도리)
- 안녕, 티라노: 영원히, 함께 (톱스)

2022년
- 극장판 이세계 콰르텟: 어나더 월드 (타냐 데그레챠프)
- 짱구는 못말려 극장판: 동물소환 닌자 배꼽수비대 (장로 여비서)

2023년
- 극장판 프리큐어 올스타즈 F (큐어 그레이스)

2024년
- 너의 색 (나나쿠보 시호)

### OVA
- 아키칸! (부도코)
- 쿠레나이 (쿠호인 무라사키)
- 꿈빛 파티시엘 가슴 두근♥트로피컬 아일랜드! (아마노 이치고)
- 베이비 프린세스 3D 파라다이스 0(러브) (마리)
- A채널 +smile (이치이 토오루)

### 게임
2003년
- 키노의 여행 - the Beautiful World - (사쿠라) - 성우 데뷔작 [246]

2010년
- 소·라·노·오·토 오토메의 5중주 (노엘 <사무나기 노에루> [247])
- 드래곤 네스트(아카데믹)
- BLAZBLUE CONTINUUM SHIFT (플래티넘=더=트리니티) - 가정용판
- BLAZBLUE CONTINUUM SHIFTII (플래티넘=더=트리니티[248])
- BLUE ROSES ~요정과 푸른 눈동자의 전사들~ (폴[249])
- 분홍색 대전 파이롱 (랴오, 아큐라)

2011년
- 퀸즈 게이트 스파이럴 카오스 (야나기오 쥬베 )
- 그라나드 에스파다(루딘)
- 그란나이츠 히스토리 (세피아 황녀)
- 코이켄2!! (류오 타마미)
- 세븐스 드래곤 2020 (보이스집 여성 N)
- 붙는 이야기 (카야마 레오 [252])
- 토이 워즈(나이트메어 A)
- 나미이로(나미히라 나츠미)
- 바이스 슈바르츠 휴대용 (유키노 료카 [253])
- BLAZBLUE CONTINUUM SHIFT EXTEND (플래티넘=더=트리니티[254])
- 며느리 코레(타나카 유토리, 토오루 / 이치이 토오루, 카노메 마도카, 지젤 콜렛빈트, 디안느)

2012년
- 이나즈마 일레븐 GO2 크로노 스톤 넵우/라이메이 (나노바나 키나코, 빅)
- 이나즈마 일레븐 GO 스트라이커즈 2013 (나바나 키나코)
- 여자친구 (가) (후지화 오스즈, 카노메 마도카)
- 확산성 밀리언 아서(모건)
- 신차원 게임 넵튠 V(피쉐/옐로우하트)
- 솔트리거 (실릴)
- 토키와 영원 ~ 토키토와~ (엔다)
- 노수령벌 최대 왕생(양봉 [260], 음봉)
- 판타시 스타 온라인 2 (코피, 클라리스 클레이스, 여성추가 보이스 05)
- 판타지 어스 제로(여성 캐릭터용 보이스 티켓[10])
- 무장신희 BATTLE MASTERS Mk.2 (올베른) - DLC 추가 캐릭터]
- BLAZBLUE CHRONOPHANTASMA (플래티넘=더=트리니티[262])
- 마법소녀 마도카☆마기카 포터블 (카노메 마도카)
- 몬스터 헌터 프런티어 온라인(VOICE TYPE31)
- 룬팩토리4 (마가렛[264])
- 레이튼 교수 VS 역전재판 (마호네 카탈루시아)

2013년
- 이나즈마 일레븐GO 갤럭시 빅뱅/슈퍼노바(모리무라 코바, 픽시 <검정>)
- 해방 소녀 SIN (유미나미 치루코)
- 기동전사 건담 온라인(플레이어 보이스 타입: 내성II)
- 경계선상의 호라이즌 PORTABLE (무카이, 스즈)
- 극장판 마법소녀 마도카☆마기카 The Battle Pentagram (카노메 마도카)
- 월영학원 - kou- (아소 사츠키)
- 갓 이터 2 (라켈 박사 <라켈 클라우디우스> , 시프레)
- 사키-Saki- 아치가편 episode of side-A Portable (타카모 온노)
- 세븐스 드래곤 2020-II (무라쿠모, 시즈카)
- 초차차원 게임 넵튠 Re;Birth1 (피쉐 / 옐로우하트) - DLC 추가 캐릭터
- 상자 마당의 폴크로레 (메이도어 미)
- Fate / EXTRA CCC (지나코 = 카리기리)
- 역시 게임에서도 나의 청춘 러브코메는 틀렸다.(히키타니코마치)
- LORD of VERMILION III (테레지 )

2014년
- 앙쥬 비엘쥬 ~제2풍기위원 걸스배틀~ (레미엘 [279])
- 우리 공주가 제일 귀여워 (카노메 마도카 [280])
- 오카에 오토메! (카구라자카 마이 [281])
- 신차차원 게임 넵튠 Re;Birth3 V CENTURY (피셰 [282])
- 가면라이더 버틀라이드 워II (레이트)
- 그랑블루 판타지 (2014년 - 2021년, 아니라 [283], 마임, 미임, 메임 [284])
- 코아마스타즈(카톨리시아[285])
- 골드리베리온(에클레어[286])
- 초히로인 전기 (다치바나 히비키 [287])
- 전장의 웨딩(전의 여신 일리스[288])
- 소드 아트 온라인 -홀로우 프래그먼트 -(유우키)
- 소닉툰(스틱스 더 배저)
- 블레이드앤소울(진발레르)
- 원더프릭 (네이라 [289])

2015년
- 아르카디아의 푸른 무당 (울루루 [290])
- 끝의 세라프 운명의 시작 (크루르쩨페시 [291])
- 끝의 세라프 BLOODY BLADES (크룰루 체페시 [292])
- 여자친구 (가) 너와 보내는 여름 방학 (시라카 오스즈 [293])
- 괴리성 밀리언아서 (이계형 섬 기린 [294])
- 가전소녀 (리아, 카노메마도카)
- 가면라이더 배틀 감바라이징(율생)
- 그랑킹덤 (키아라 [295])
- CLOSERS (미코토 = 아마미야 [296])
- 크로노스 블레이드(리나[297])
- 격차원 태그 블랑+넵튠 VS 좀비 군단 (피쉐 / 옐로우 하트)
- 극장판 마법소녀 마도카☆마기카 MAGICARD BATTLE (카노메 마도카)
- 갓 이터 2 레이지 버스트 (라켈 박사 <라켈 클라우디우스>)
- 사키-Saki- 전국편 (타카모 온노)
- JK 뱀파이어 ~운명의 페스타~ (루비 디아볼라)
- 흰고양이 프로젝트(디안느[303], 유카, 실비아에르오네스)
- 신격의 바하무트 (마임, 미임, 메임)
- 세븐스 드래곤III code:VFD[307]
- 소드 아트 온라인 -로스트 송 -(유우키)
- 전격문고 FIGHTING CLIMAX IGNITION(유우키)-DLC 추가캐릭터
- 일곱 가지 큰 죄 진실한 원죄(디안느)
- 일곱 개의 대죄 주머니 속의 기사단 (디안느)
- 바이오하자드 리베레이션스 2 (나타리아 코르다 / 블랙 나타리아 <알렉스 웨스카> [311])
- 배틀걸 하이스쿨 (사도네 [312])
- 팬텀 오브 킬 (2015년 - 2021년, 카노메마도카 [313] / 얼티메이트 마도카, 타치바나 히비키)
- Fate / Grand Order / Arcade (2015년 - 2021년, 오키타 소지 [314] / 오키타 · J. 소우지, 슈탄도지 / 이부키 동자, 티아마토 / 라바 / 티아마토 [315], 큰 석조신 <지나코 =
- 프린세스 커넥트! (아마노 스즈메)
- 랭글리서 리잉커네이션 - 환생 - (제시카)
- 루미너스 아크 인피니티(조커)
- 로얄 플래시 히어로즈 (로잘린데)

2016년
- Arche Age (드워프♀[320])
- 이노센트베인(아키이치코[321])
- 에밀 크로니클 온라인(메피스토페레스 로어 / 메피스토페레스 어나더[322])
- 엔드라이드 -X fragments-(미샤[323])
- 얼터너티브 걸즈 (멜로[324][325])
- 오르탄시아 서가 - 푸른 기사단 - (디안느 [326])
- 음양사GO
- 가면라이더 버틀라이드 워 창생 (율생)
- 건담 브레이커3 (인포짱 [327])
- 퀴즈 RPG 마법사와 검은 고양이의 위드 (2016년 - 2020년, 윳카엔데, 카노메 마도카 [328])
- 그림노트(백설공주)
- 시노비 나이트메어 (히미코)
- 진공관 돌스(에모)
- 세계수의 미궁 V 오랜 신화의 끝 (알콘)
- 소드 아트 온라인 시리즈 (2016년 - 2018년 유키) - 세 작품
- 하늘과 대지의 크로스노아 (프리스트)
- 솔라히메 ACE VIRGIN - 은날개의 전투 공주 - (P-51 머스탱)
- 디바인 게이트 (도로시)
- 천공의 아르쿨루스 (립 캐널리)
- 드래곤 퀘스트 히어로즈II 쌍둥이 왕과 예언의 끝 (마리벨)
- 판타시 스타 온라인 2 es (2016년 - 2019년, 레드 스콜피오, 임페리얼 픽, 스페이스 츠나, 팔크로, 프리즈 츠나, 순진한 공격수 클라리스 플레이스)
- 페르소나 5 (사쿠라 후타바 )
- 나의 히어로 아카데미아 배틀 포 올 (개구리 후키 장마)
- 마법과 고등학교 열등생 LOST ZERO (나나구사 이즈미)
- 마법진 소녀 노부나가 사가 (아더)
- 역시 게임에서도 나의 청춘 러브코메는 틀렸다. (히키타니 코마치 )
- 요괴 워치3 스시/템플러/스키야키 (미공 이나호, 고양이 2세)
- 라그나 스트라이크 엔젤스 (미도 카스미 바넷)
- League of Legends （루루）

2017년
- 사여신 온라인 CYBER DIMENSION NEPTUNE (피셰)
- 음양사 본격 환상 RPG (호접의 정)
- 니아 오토마타 (파스칼)
- 비너스일레븐 비비드! (2017년 - 2020년, 플래티넘, 나나미 마미)
- 블랙 로즈 서스펙트 (쿠레나이 레이카)
- 흑기사와 백의 마왕 (아리아 )
- 에어리얼 레전즈 (아리시아 판 넬덴)
- 이스 VIII -Lacrimosa of DANA - (이오)
- 캡틴 츠바사~싸워 드림팀~ (마리 슈나이더)
- 전희절창 심포기어 XD UNLIMITED (타치바나 히비키)
- 코드 오브 조커 ECHOES(엘비&엘피)
- 세븐스 스토리 (2017년 - 2019년, 리넷, 마틸다, 스피레, 디안느)
- 마기아 레코드 마법소녀 마도카☆마기카 외전 (2017년 - 2021년, 카노메 마도카 / 마도카 선배)
- 스트리트파이터V(메나또)
- 몬스터 스트라이크 (2017년 - 2019년, 딘느, 유키, 개구리 부키 장마)
- 꼭대기 스트리트 드래곤 퀘스트 & 파이널 판타지 30th ANNIVERSARY(마리벨)
- 드래곤 퀘스트 라이벌즈(마리벨)
- 소닉 포스(여성 아바타)
- 데스티니 차일드 (에르메스 [358])
- 제노블레이드 2 (향나무)
- 레이어드스토리즈 제로(미아라카, 베리미아, 델피늄)
- 키라라라 판타지아 (토오루, 후지카와 우타야)
- 팬텀 블레이드(히나[360])
- 요괴 워치 버스터즈 2 비보 전설 반바라야 소드/매그넘 (고양이 2세, 키레네, 모리가밀렉스)
- 요괴 워치 푸니푸니
- 발키리 커넥트 (2017년 - 2020년, 랜드그리즈, 휴우가, 카노메마도카, 에이와스, 전율의 달마키)

2018년
- ORDINAL STRATA - 오디널 스트라터 (로제트)
- 일곱 가지 대죄 브리타니아 여행자 (디안느)
- 디시디아 파이널 판타지 오페라 옴니아(리룸 아로니)
- 오딘 크라운 (후우카)
- 프린세스 커넥트! Re:Dive (참새 / 아마노 스즈메)
- 도라에몽 노비타의 보물섬 (퀴즈)
- 알케미아 스토리(키노)
- 새벽의 에피카 -Union Brave- (릴리)
- 시노앨리스(아기돼지 삼형제)
- 3D 늑대 살해[367]
- 던전이에게 만남을 원하는건 잘못된걸까~메모리아 플레제~ (2018년 - 2020년, 키노, 사방세계의 신《환상》)
- 모의 공주 / 모의 공주 : Pocket (2018년 - 2019년, 츠키히데) - 2작품
- 삼국 BASSA!! (유비)
- 페르소나 5 댄싱 스타 나이트 (사쿠라 후타바)
- CARAVAN STORIES (미사쿠라, 환고달)
- 푸드판타지(망고푸딩,양하,젤리)
- 스타오션 : 아남네시스 (2018년 - 2021년, 티카 블랑쉬, 나비 / 사쿠라 후타바, 가성 티카)
- 전격문고 : CROSSING VOID (유우키) - 해외용 앱 게임
- P.E.T.S. 아카데미아 (크릴리)
- 나의 히어로 아카데미아 One's Justice (아스이 츠유)
- 크리스탈 오브 리유니언 (판도라)
- 아주르레인(대봉)
- 영웅전설 섬의 궤적 IV -THE END OF SAGA- (렌 브라이트, 카엘라)
- 판타지 어스 제네시스 (마녀 레글스)
- 파이널 판타지 브레이브 익스비어스 (사쿠라)
- 브라운 더스트 (아이)
- 몬스터 스트라이크 (유나)
- 아카네사스소녀 (코아)
- 프레카투스 저울 (니나)
- 퍼즐&드래곤즈 (2018년 - 2020년, 유키, 개구리 부키 장마)
- 포켓몬스터 시리즈 (2018년 - 2020년, 이브이) - 5작품
- 〈이야기〉시리즈 푸쿠푸쿠 (2018년 - 2019년, 쿠나기사유, 카노메마도카)
- 페르소나 Q2 뉴 시네마 라비린스 (사쿠라 후타바)
- 푸요푸요!! 퀘스트 (사쿠라 후타바 )
- Wonderland Wars (2018년 - 2021년, 주석의 신병, 동화를 지키는 자 라이테, 사방의 무당 황룡, 다듬이 커트&보빈, 메이디, 루카)

2019년
- 다크 리베리온 (압사라스, 리리아나)
- 발키리 아나토미아 - 디 오리진 - (디안느)
- RELEASE THE SPYCE secret fragrance （ 乱 獅子 ゆら  ）
- 캐서린 풀바디 (캐서린 <어트랙션 걸> , 나비 / 사쿠라 후타바) - DLC 추가 캐릭터
- 47 HEROINES (창포 요코[392])
- MASS FOR THE DEAD(크레망틴)
- 공동 투쟁 말 RPG 코토다만 (2019년 - 2020년, 메리지아, 새엘피, 메인터넌스, 나비 / 사쿠라 후타바, 디안느, 카노메 마도카)
- Shadowverse (2019년 - 2021년, 미식천사 에카테린, 옥염의 데몬, 미스트메이드 시나, 따뜻한 포옹, 청징의 창 테트라, 예지의 결실)
- 원더그라비티 ~피노와 중력사용~ (티아[393])
- 랭글리서 모바일(클라렛, 렌)
- 메리가랜드(티코[394])
- 대난투 스매시 브라더스 SPECIAL (나비 / 사쿠라 후타바)
- 라스트 이데아 (저주 이데아 / 엠마)
- Sdorica (티카 셰바리아 [395])
- 화난 발하이트(세이데이[396])
- 신조어플 6인의그 -B- (그[397])
- 영원한 7일(늘[398])
- 흰 고양이 테니스(루치아[399])
- 컴퍼니☆걸스 (노이츠 콰르츠 [400]
- 일곱 가지 대죄 ~빛과 어둠의 교전~ (디안느 [401])
- 요괴 워치 4 우리는 같은 하늘을 올려다보고 있어 / 4++ (아마노 대추, 미공 이나호, 주하, 백구마 외)
- 메가 미라클 포스 (피쉐 / 옐로우 하트)
- 파이어 엠블럼 풍화설월 (리시테어=폰=코델리아[402])
- 전국소녀~전장에 춤추는 공주들~(타케다신겐[403], 도쿠가와 이에야스, 오다 노부히데)
- 걸스 X 배틀2 (문추, 종요, 마속, 유표[404], 곽씨)
- 라스트 클라우디아 (팔[405])
- Project NOAH - 프로젝트 노아 - (엠자라 [406])
- 드라가리아 로스트 (엠마 [407])
- 거짓 앨리스('광연의 파괴자'앨리스[408])
- 劍が刻 (후카미 모에카)
- 아크 오더(헤르메스[410], 프로메테우스)
- 봄버걸(파인)
- revisions next stage (치노 코토미 [411])
- 페르소나5 더 로얄 (사쿠라 후타바)
- 에픽세븐(라비)
- 마왕과 100명의 공주님 (루시퍼 [412])
- 월드 플리퍼 (카이유[413])
- CODE : SEED - 별불의 노래 - (베어울프 [414])
- PUBG MOBILE (2019년 - 2020년, 유목벽 A [415] · B [416])
- 동방캐논볼(도레미 스위트)

2020년
- De: Lithe ~망각의 진왕과 맹약의 천사~ (이리스 소르셸 [417])
- 페르소나 5 스크램블 더 팬텀 스트라이커즈 (나비 / 사쿠라 후타바)
- 로스트 디케이드 (판도라, 써니 [418], 다치바나 히비키)
- 아크 나이츠(어스 스피릿 / 이스티나 / 녜)
- ONE PUNCH MAN A HERO NOBODY KNOWS (전율의 타츠마키 [419])
- 연신의 아스트랄 (아마사키곤색[420])
- 프리큐어 연결되는 퍼즐룬 (카데라 노도카 / 큐어 그레이스)
- 파이어 엠블럼 히어로즈(리시테어)
- 나의 히어로 아카데미아 One's Justice 2 (개구리 후키마마 [421])
- 에이스 버진: 재출격 (P-51 머스탱)
- 전희 스트라이크 (카게츠키 [422])
- 제논자드(유우키[423])
- 아주르레인 크로스웨이브(대봉[424][425])
- 장갑아가씨 미제렘 크라이시스 (마스터 커맨드 [426])
- 엥귀지 소울즈 (아리에놀[427])
- AFK 아레나 (네모라 [428])
- 레드 : 프라이드 오브 에덴 (우르슬라 [429])
- 테일즈 오브 크레스트리아 (마키나[430])
- 백화요란 - 패션월드 (야나기오 쥬베 [431])
- 영웅전설 창의 궤적 (렌 브라이트 [432])
- 하라노카미 (반딧불 <여주인공> [433])
- 내일전기(카가미은신 삼라[434])
- 크리미널걸스X(유이코[435])
- OCTOPATH TRAVELER 대륙의 패자[436]
- ONE PUNCH MAN 일격 마지 파이팅 (전율의 타츠마키 [437])
- 세븐나이츠(결연[438])
- A . I . M . $ - All you need Is Money - （ アンチ [ 439 ] ）
- 일루션 커넥트 (샬롯 [440])
- 걸 카페 건(캐롤
- De: Lithe ~망각의 진왕과 맹약의 천사~ (이리스 소르셸 [417])
- 페르소나 5 스크램블 더 팬텀 스트라이커즈 (나비 / 사쿠라 후타바)
- 로스트 디케이드 (판도라, 써니 [418], 다치바나 히비키)
- 아크 나이츠(어스 스피릿 / 이스티나 / 녜)
- ONE PUNCH MAN A HERO NOBODY KNOWS (전율의 타츠마키 [419])
- 연신의 아스트랄 (아마사키곤색[420])
- 프리큐어 연결되는 퍼즐룬 (카데라 노도카 / 큐어 그레이스)
- 파이어 엠블럼 히어로즈(리시테어)
- 나의 히어로 아카데미아 One's Justice 2 (개구리 후키마마 [421])
- 에이스 버진: 재출격 (P-51 머스탱)
- 전희 스트라이크 (카게츠키 [422])
- 제논자드(유우키[423])
- 아주르레인 크로스웨이브(대봉[424][425])
- 장갑아가씨 미제렘 크라이시스 (마스터 커맨드 [426])
- 엥귀지 소울즈 (아리에놀[427])
- AFK 아레나 (네모라 [428])
- 레드 : 프라이드 오브 에덴 (우르슬라 [429])
- 테일즈 오브 크레스트리아 (마키나[430])
- 백화요란 - 패션월드 (야나기오 쥬베 [431])
- 영웅전설 창의 궤적 (렌 브라이트 [432])
- 하라노카미 (반딧불 <여주인공> [433])
- 내일전기(카가미은신 삼라[434])
- 크리미널걸스X(유이코[435])
- OCTOPATH TRAVELER 대륙의 패자[436]
- ONE PUNCH MAN 일격 마지 파이팅 (전율의 타츠마키 [437])
- 세븐나이츠(결연[438])
- A . I . M . $ - All you need Is Money - （ アンチ [ 439 ] ）
- 일루션 커넥트 (샬롯 [440])
- 걸 카페 건 (캐롤 스코트 [441])
- ETERNAL(멜리사[442])
- Go! Go! 5차원 GAME 넵튠느 re★Verse (피셰 / 옐로우 하트 [443])
- 유녀전기 마도사사사 전투 (타냐 폰 데그레차프 [444])
- 마나비모! 어소벤저! (캐스빗 [445])

2021년
- 히메가미가구라 (겐시텐존[446])
- 낙서 킹덤 (로제 모나 무르 [447])
- 어나더 에덴 시공초과 고양이 (멜리사 [448])
- BLAZBLUE ALTERNATIVE DARKWAR(트리니티=글래스필[449])
- 소녀☆가극 리뷰스타 라이트 -Re LIVE-(타치바나 히비키)
- # 나침반 [전투 섭리 해석 시스템] (게임 바주카 걸 [450])
- 웃는다 아르스노틀리아 (파울리나 [451])
- 몬스터 스트라이크(오냥코퐁)
- THE KING OF FIGHTERS ALLSTAR (디안느 [452])
- 세계 혁명 RPG 반지의 제왕 (대패 [453])
- 니아 레플리칸트 ver.1.22474487139...(루이제)
- 나의 히어로 아카데미아 ULTRA IMPACT (개구리 부키 장마 [454])
- 룬팩토리5(마가렛[455])
- 블랙 서지 나이트(엔터프라이즈, 프린츠 오이겐)
- 걸즈 콘트랙트 (쿠즈노하 [456])
- 2노쿠니: Cross Worlds (엔지니어[457])
- 백야극광(우리엘[458], 미야)
- SCARLET NEXUS (코다마 멜로네 [459])
- 라그나로크 오리진 (룩스 [460])
- 소녀 회전 (장각[461])
- 다른 세계 카르텟 ~격돌! 퍼즐 스쿨~ (타냐 [462])
- 종말의 아커샤(앨리스[463], 프랑켄슈타인, 유우네이)
- 여자친구, 빌려요 히로인 올스타즈 (시나미 마미, 디안느, 환고달[464])
- 쿠키런 : 킹덤 (체리맛 쿠키)
- 드래곤 헌트리스 (야가미 로쿠카)
- 영원한 7일 끝없는 시작 (늘[465])
- 고딕은 마법소녀~ 어서 계약해!~(양봉)
- 슈퍼로봇대전DD(렌보코지 아키라)
- 영웅 전설 여의 궤적 (렌 브라이트 [466])
- D_ CIDE TRAUMEREI (제시카 클레이본 [467])
- 귀멸의 칼날 히노카미 혈풍담 (안내역 · 검은 머리)
- 가디언 테일즈 (마리나 [468])
- 라그나도르 요식 황제와 종언의 야차공주 (사매[469])
- 게이트 오브 나이트 메어 (엘레나 마리아 [470], 마로 [471])
- 슈퍼로봇대전 30 (보라)
- 세븐나이츠2 (결연[472])
- 메가톤급 무사시(호시노 아오이[473])
- 그랑사가(큐이[474])
- 신 클로에 (세라, 끌로에 [475])
- 미코노토 ~ 맑음 때때로 더러움~ (와쿠무스비 [476])
- COUNTER: SIDE (에이미 스트리클랜드[477])

2022년
- 소피의 아틀리에2 ~이상한 꿈의 연금술사~ (알레트 클라르티 [478])
- N -INNO CENCE- (아마테라스 [479])

시기 미정
- 마법과 고등학교의 열등생 릴로디드 메모리 (나나쿠사 이즈미 [480])
- 메멘토모리 (모자[481])

### 드라마 CD
- 아키칸!(부도코)
- RE:바보는 세계를 구할 수 있을 것인가? 드라마 CD(마미야 카오루)
- 학원천국 파라드키시아(하나코 씨)
- 그림자 집사 마르크의 울림 1·2(카나메)
- 쿠레나이(쿠호인 무라사키)
- 댄스 인 더 뱀파이어 번드 시리즈(미나·체페슈)
  - SOUND COFFIN - 코믹 플래퍼 2009년 5월호 부록
  - 드라마 CD 댄스 인 더 뱀파이어 번드 CD스페셜
- 어떤 과학의 초전자포 아카이브즈 3(미츠미)
- 꿈빛 파티시엘 반짝반짝☆뮤직(아마노 이치고) - 미니드라마 내에 출연

### 음악
- 유토리쨩(유토리)
  - 유토리의 여유 (2010년 4월 21일)
- 언젠가는 대마왕(코로네)
  - 언젠가는 대마왕 드라마 & 캐릭터 앨범 ~가장 뒤에 있는 기분~ (2010년 5월 26일)
- 아냐마루 탐정 키루밍쥬 시리즈(미코가미 리코)
  - 아냐마루 탐정 키루밍쥬 어소트 CD 1 (2010년 6월 9일)
  - 아냐마루 탐정 키루밍쥬 어소트 CD 1 (2010년 8월 4일)
- 백화요란 사무라이 걸즈(야규 쥬베)
  - 사랑에 푹 빠져보세요 (2010년 11월 10일)
  - 백화요란 사무라이 걸즈 캐릭터송 미니앨범 (2010년 12월 8일)
- 그래도 마을은 돌아간다(타츠노 토시코)
  - 메이드 등장! (2010년 11월 24일)
- 신만이 아는 세계(아오야마 미오)
  - 신만세 캐릭터 CD.2 아오야마 미오 starring 유키 아오이 (2010년 11월 24일)
  - 사랑의 증거 (2010년 12월 8일)

### 외화
- 수퍼 소닉 3(마리아 로보트닉)

### 라디오
인터넷 라디오
- 라디오 인 더 뱀파이어 번드! 미나와 유키, 방과 후의 이사장실! - 미디어 팩토리, 사이토 치와와 공동진행. (2009년 12월 25일 - 2010년 5월 7일)
- 유토리☆채널 ~라디오도 짜증내지마♥~ - 공식 사이트(온센, 아니메이트 TV로도 전달), 하나자와 카나와 공동진행. (2010년 3월 5일 - 2010년 6월 11일)
- 가장 뒤의 무한대 라디왕 - 공식 사이트(온센으로도 전달), 토요사키 아키, 히카사 요코와 공동진행. (2010년 4월 1일 - 2010년 7월 8일)
- 백화요란 라디오 걸즈 - 란티스 웹 라디오, 코토부키 미나코와 공동진행. (2010년 9월 17일 - 2011년 1월 21일 )
- 아오이와 아야나의 라 쁘띠미레디오 - 유키 아오이, 타케타츠 아야나와 공동진행. (지상파, 2013년 4월 7일 ~ 2020년 7월 19일)

라디오 CD
- 라디오 인 더 뱀파이어 번드! 스페셜 CD ~매혹? 환혹? 루마니아 요리 대결~

### CM
- 대경 《라이온즈 맨션》 (TV)
- 닛산 자동차 《닛산·세레나스타》 (TV)
- 에자키 글리코 《글리코》 (TV, 음성 한정)

### 그 외
- 스튜디오 발(発) - 요미우리 신문 TV란. 2009년 12월 13일. 인터뷰.
- 아니테레 Presents 애니송 플러스+ - TV 도쿄. 2010년 2월자 내레이션 담당. 게스트.
- 아오이의 아이우에오! - 성우 그랑프리. 2010년 10월호 - 현재.